# Jean Reyers
Jean ridder Reyers (Brussel, 19 september 1919 - Sint-Lambrechts-Woluwe, 10 september 2015) was een Belgisch wisselagent en bestuurder.

## Biografie
Jean Reyers was beroepshalve wisselagent en stond aan het hood van het beurshuis Reyers, Beauvois, Spriet, de Villenfagne & Cie. In 1962 werd hij lid van de beurscommissie, de instelling die toezicht hield op de beurs van Brussel, waarvan hij van 1969 tot 1986 voorzitter was. Jean Peterbroeck volgde hem in deze hoedanigheid op. Hij stond ook mee aan de wieg van de Europese beurzenfederatie, waarvan hij van 1979 tot 1983 voorzitter was.
Hij was tevens:
- voorzitter van de Federation Internationale des Bourses de Valeursv (FIBV),
- voorzitter van de raad van bestuur van de Waarborgkas,
- voorzitter van de werkgroep Financiële Markten van de Organisatie voor Economische Samenwerking en Ontwikkeling,
- voorzitter van een studiecommissie die leidde tot de Fédération nationale belge des clubs d'investissement,
- lid van de commissie-Maystadt voor de hervorming van de financiële markt,
- lid van het beschermcomité van Bank- en Financiewezen

## Eerbetoon
- Reyers was drager van het Oorlogskruis, de Medaille van de Gewapende Weerstand, de Krijgsgevangenenmedaille en de Herinneringsmedaille van de Oorlog.
- In 1989 werd hij opgenomen in de erfelijke adel met de persoonlijke titel ridder.
- Hij was commandeur in de Kroonorde, de Leopoldsorde en de Orde van Leopold II.